# Parafia Najświętszego Serca Jezusowego w Szlachcie
Parafia Najświętszego Serca Jezusowego w Szlachcie – parafia rzymskokatolicka, znajdująca się w diecezji pelplińskiej, w dekanacie Czersk.